# 11 tháng 8
Ngày 11 tháng 8 là ngày thứ 223 (224 trong năm nhuận) trong lịch Gregory. Còn 142 ngày trong năm.

## Sự kiện
- 106 – Phần tây nam của Dacia trở thành tỉnh Dacia thuộc La Mã.
- 1259 – Mông Kha Hãn qua đời gần Điếu Ngư thành khi đang tiến công nhà Tống, khởi đầu cuộc tranh chấp quyền kế vị Đại hãn Đế quốc Mông Cổ giữa Hốt Tất Liệt và A Lý Bất Ca.
- 1786 – Thuyền trưởng Francis Light thành lập thuộc địa Penang của Đế quốc Anh, khởi đầu hơn một thế kỷ người Anh can dự vào Malaya.
- 1947 – Muhammad Ali Jinnah đọc một diễn văn trước Hội đồng Lập pháp Pakistan, trình bày viễn kiến của Jinnah về tương lai của Nhà nước Pakistan.
- 1959 – Sân bay quốc tế Sheremetyevo mở cửa, nay là sân bay lớn thứ hai tại Nga.
- 1972 – Trong Chiến tranh Việt Nam, đơn vị chiến đấu trên bộ cuối cùng của Hoa Kỳ dời khỏi miền Nam Việt Nam.
- 2003 – NATO tiếp quản quyền chỉ huy Lực lượng Hỗ trợ An ninh Quốc tế, đánh dấu hoạt động lớn đầu tiên bên ngoài châu Âu trong 54 năm lịch sử của tổ chức.
- 2006 – Chiến tranh Liban: Hội đồng Bảo an Liên Hợp Quốc thông qua Nghị quyết 1701 nhằm giải quyết cuộc xung đột giữa Israel và Liban.

## Sinh
- 1804 – Nguyễn Phúc Ngọc Ngôn, phong hiệu An Nghĩa Công chúa, công chúa con vua Gia Long (m. 1856).
- 1833 – Kido Takayoshi, tiểu thuyết gia người Nhật Bản (m. 1877)
- 1983 – Chris Hemsworth, nam diễn viên Úc
- 1985 - Minh Luân, diễn viên người Việt Nam
- 1987 – Văn Ngọc Tú, võ sĩ Nhu đạo của Việt Nam
- 1999 – Seo Chang-bin, thành viên nhóm nhạc Stray Kids người Hàn Quốc

## Mất
- 1849 – Nguyễn Phúc Cự, tước phong Thường Tín Quận vương, hoàng tử con vua Gia Long (s. 1810).
- 1925 – James Douglas Ogilby, nhà ngư học người Úc (s. 1853).
- 1972 – Max Theiler, nhà virus học người Nam Phi, được trao giải Nobel (s. 1899)
- 2014 – Robin Williams, diễn viên người Mỹ (sinh 1951).